# Cantonul Saint-Étienne-de-Tinée
Cantonul Saint-Étienne-de-Tinée este un canton din arondismentul Nice, departamentul Alpes-Maritimes, regiunea Provence-Alpes-Côte d'Azur, Franța.

## Comune
- Isola
- Saint-Dalmas-le-Selvage
- Saint-Étienne-de-Tinée (reședință)